# Jan Scheiki
Jan Scheiki (ur. 1929, zm. 15 listopada 2017) – polski ratownik górski.

## Życiorys
Był założycielem samodzielnego oddziału Polskiego Towarzystwa Turystyczno-Krajoznawczego w Krościenku nad Dunajcem oraz starszym ratownikiem górskim Sekcji Operacyjnej Krościenko. Do Górskiego Ochotniczego Pogotowia Ratunkowego wstąpił w 1966.

## Wybrane odznaczenia[2]
- Krzyż Kawalerski Orderu Odrodzenia Polski
- Krzyż Oficerski Orderu Odrodzenia Polski
- Krzyż Komandorski Orderu Odrodzenia Polski
- Złoty Krzyż Zasługi
- Srebrna Odznaka GOPR
- Złota Odznaka GOPR
- Odznaka Honorowa Za Zasługi dla Ratownictwa